# Claude-Clair Francin
Pour les articles homonymes, voir Francin (homonymie).
Claude-Clair Francin est un sculpteur français, né à Strasbourg, le 5 juin 1702 et mort à Bourg-la-Reine le 18 mars 1773.

## Biographie

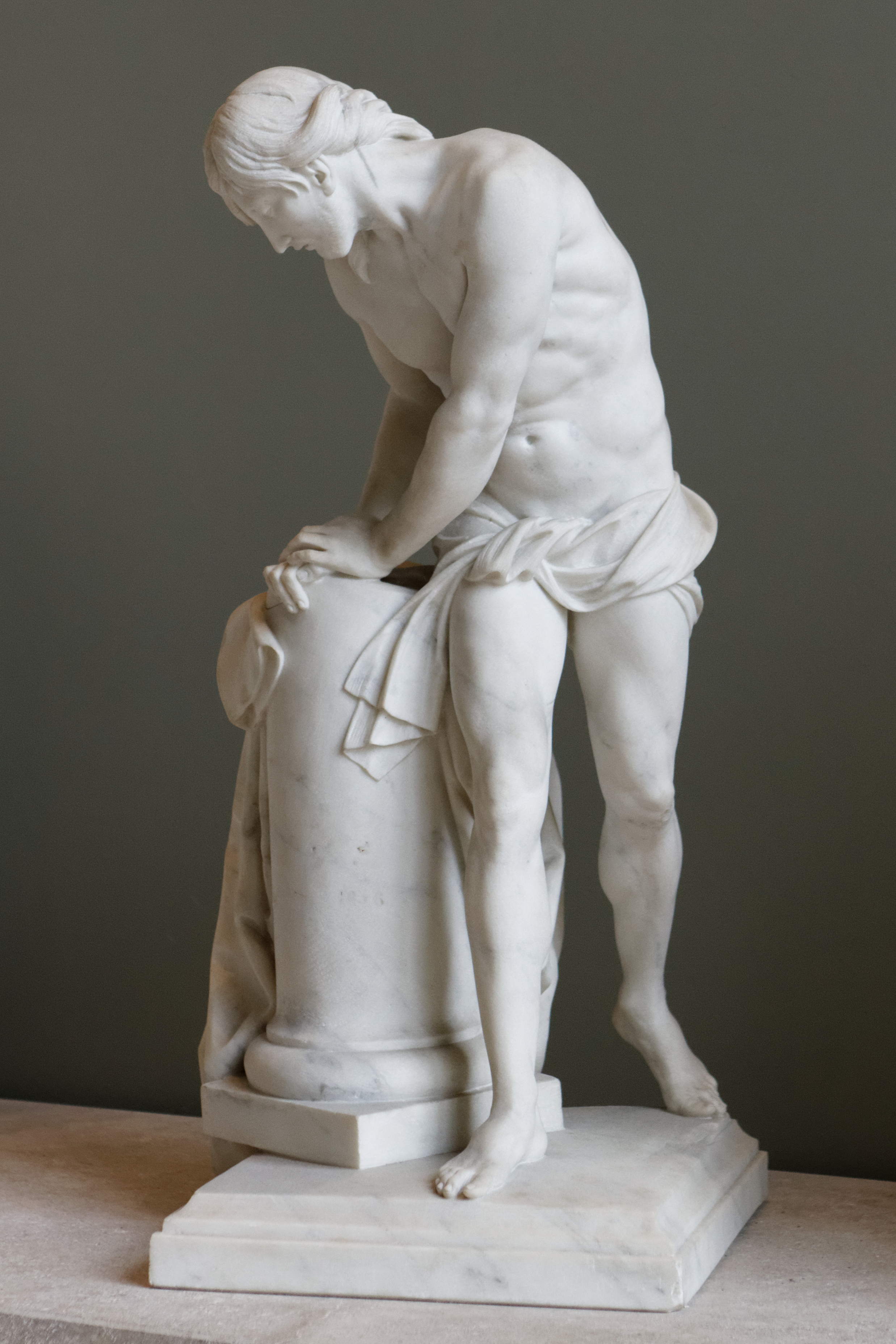
Christ à la colonne.

Il est le fils du sculpteur François-Alexis Francin (né avant 1670 - mort avant 1726) et le neveu, par sa mère Éléonore Coustou (Lyon, vers 1672-Paris, le 6 septembre 1727), de Nicolas et de Guillaume Coustou.
Il est venu enfant à Paris et a dû apprendre la sculpture chez son oncle Guillaume Coustou. Grâce à cet enseignement, il est autorisé à concourir au prix de sculpture qui lui est attribué en 1731. Arrivé à Rome le 27 novembre 1731, il  passe six années à l'Académie de France à Rome. À son retour à Paris en 1737, il est reçu provisoirement au rang d'académicien par l'Académie royale de peinture et de sculpture.
Il se marie le 19 janvier 1740 avec Angélique Lepautre, fille de Pierre Lepautre, sculpteur ordinaire du roi et recteur de l'Académie royale de Saint-Luc.
Trois enfants naissent de ce mariage : Marie-Angélique (née en 1740, morte en 1814), Guillaume (baptisé le 21 octobre 1741 - mort le 8 janvier 1830) et André (né en 1743). Seul Guillaume Francin devient sculpteur. Il est connu pour un buste de Gluck, un buste de d'Alembert (musée de Versailles), la sculpture Pan jouant de la flute (musée du Louvre). Guillaume Francin est l'oncle du peintre Achille-Etna Michallon (Guillaume Francin avait épousé en secondes noces la grand-mère maternelle du peintre).
Il travaille à Paris jusqu'en 1747, en particulier pour l'église Saint-André-des-Arts, l'église de l'Oratoire et l'église Saint-Roch. Il part ensuite à Bordeaux, entre 1748 et 1765. 

### Francin à Bordeaux
L'intendant Tourny  confie à Claude-Clair Francin la décoration des frontons de la place Royale (actuelle place de la Bourse), d’après les dessins de Verberckt. Au fronton de la place Royale, Francin sculpte La Victoire tenant un médaillon de Louis XV (fronton mutilé à l’époque révolutionnaire) puis, face à la Garonne, Neptune favorisant le commerce, et à l’angle du quai et du cours du Chapeau-Rouge, La réunion de la Garonne et de la Dordogne. Les travaux sont achevés en août 1751.
Il est ensuite chargé de décorer le piédestal de la statue de Louis XV, érigée sur cette même place Royale en 1743 : il sculpte deux bas-reliefs dans du marbre de Carrare, la prise de Minorque et la bataille de Fontenoy, d’après la peinture de Charles Parrocel.
Francin décore d’écussons et d’ornements les frontons des portes Dijeaux  et d’Aquitaine réalisées par Portier. 
Sur le fronton du portique du manège royal construit en 1759 par Ange-Jacques Gabriel, situé à côté du Jardin royal (Jardin public actuel), il sculpte Le char du soleil avec deux groupes d’enfants placés sur l’attique.
En 1763, lorsque l’hôtel de la Marine  s’installe sur l’actuelle place Tourny, il sculpte le cartouche au-dessus de la porte d’entrée.
En 1864, en hommage à son œuvre, une rue Francin est inaugurée par arrêté municipal dans le quartier de la gare Saint-Jean.

### Retour à Paris
Francin est reçu définitivement à l'Académie le 31 janvier 1767 puis est nommé adjoint au professeur de l'Académie en 1769 et reçoit la seconde médaille de l'Académie en 1771.

## Sculptures
- Christ à la colonne, au musée du Louvre, sculpture de réception à l'Académie royale de peinture et de sculpture, le 31 janvier 1767. Un modèle en plâtre avait été présenté au Salon de 1737[4] ;
- Entre 1748 à 1751, il réalise le fronton central et les trois frontons de la place de la Bourse actuelle à Bordeaux : La victoire tenant un médaillon de Louis XV, Neptune favorisant le commerce, La réunion de la Garonne et de la Dordogne ;
- Deux bas-reliefs du piédestal de la statue de louis XV place Royale à Bordeaux : La prise de Minorque et la bataille de Fontenoy ;
- Les frontons des portes Dijeaux et d'Aquitaine à Bordeaux ;
- Au fronton du portique du Manège royal : Le char du soleil ;
- En 1863, le cartouche de l'Hôtel de la Marine à Bordeaux ;
- Ganymède, au Walters Art Museum de Baltimore[5] ;
- Baptême du Christ pour la façade de l'église de l'Oratoire, à Paris, disparu en 1792 ;
- Deux groupes de pères de l'église, à l'église Saint-Roch, à Paris ;
- Bustes de Jean Goujon, au musée de Versailles.